# 胡塞因沙希王朝
胡塞因沙希王朝（Hussain Shahi dynasty），是孟加拉蘇丹國第二個王朝，由1494年生存至1538年，王朝奠立人阿拉烏丁·胡塞因沙阿是阿拉伯人，他統治時期是孟加拉文化最繁榮時代。他統治時期征服了阿薩姆和奧里薩地區，使蘇丹國全國所有道路也可前往吉大港並目睹了第一批葡萄牙商人的到來。 。他兒子納塞魯丁·納斯拉特·沙阿在巴布爾入侵印度期間保持中立。
不過，納沙拉沙沙與巴布爾達成了條約，並將孟加拉從莫臥兒入侵中拯救出來。王朝最後一位蘇丹在Sonargaon實行統治，他不得不對付在西北邊界活動的阿富汗人。 最終，阿富汗人在1538年攻下和搶劫了首都，他們在那裡留下了幾十年（蘇爾王朝），直到莫臥兒王朝到來。